# Yport
 Yport  es una población y comuna francesa, en la región de Alta Normandía, departamento de Sena Marítimo, en el distrito de Le Havre y cantón de Fécamp.

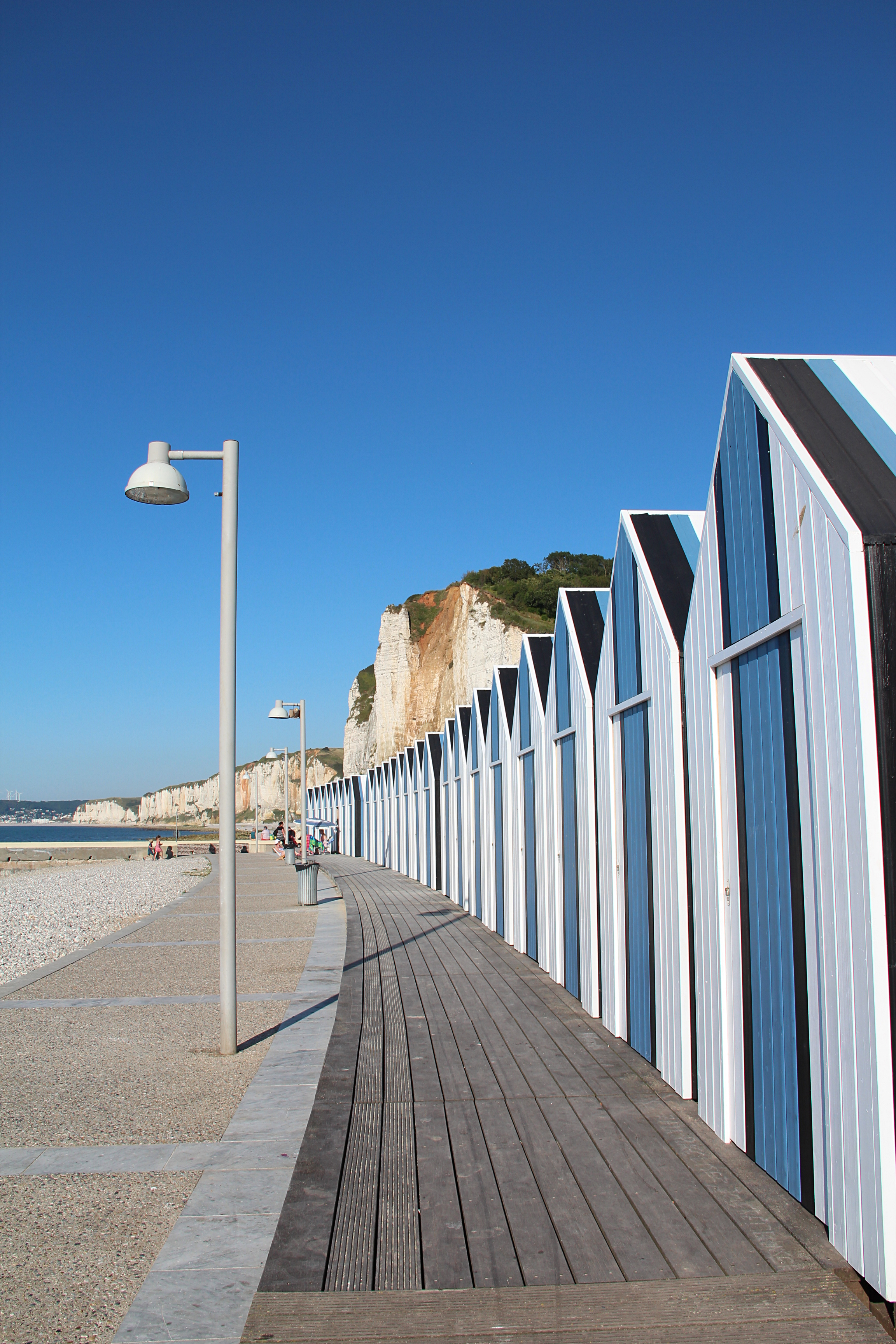
las casetas de playa y acantilados de aguas arriba.

## Demografía
| 1399 | 1193 | 1159 | 1121 | 1141 | 1011 |
| Para los censos de 1962 a 1999 la población legal corresponde a la población sin duplicidades (Fuente: INSEE [Consultar]) |      |      |      |      |      |